# أليكس هورن
أليكس هورن (بالإنجليزية: Alex Horn)‏ هو كاتب مسرحي أمريكي، ولد في 14 أغسطس 1929، وتوفي في 30 سبتمبر 2007.